# Fetească albă
Pour les articles homonymes, voir Fetească.
Le fetească albă est un cépage de raisins blancs cultivé en Roumanie, en Moldavie ainsi qu’en Hongrie, où il est connu sous le nom de Leányka.
Ce raisin est très utilisé pour la production de vin effervescent, mais également pour un vin spécifique de cépage fetească.

## Sources
- Pierre Galet, Dictionnaire encyclopédique des cépages et de leurs synonymes, Paris, Libre et Solidaire, 2018, 1200 p. (ISBN 9782847300369), p. 431.